# Буланова, Татьяна Ивановна
Татья́на Ива́новна Була́нова (в третьем браке Руднева; род. 6 марта 1969, Ленинград) — советская и российская эстрадная певица, актриса. Заслуженная артистка Российской Федерации (2004), обладательница премии «Овация» (1994). Член Международного союза деятелей эстрадного искусства. Принимала участие в съёмках кинофильмов, в том числе и в главной роли.

## Биография

### Детство и юность
Родилась 6 марта 1969 года в Ленинграде.
Отец — Иван Петрович Буланов (20 декабря 1933 — 17 февраля 1998)), окончивший Саратовское военно-морское подготовительное училище (СВМПУ) и Высшее военно-морское училище подводного плавания, служил минёром-торпедистом на Севере. С появлением ракетных подводных лодок одним из первых стал командиром ракетной боевой части. В 1968 году окончил Военно-морскую академию, стал работать начальником лаборатории. В отставку ушёл в 1990 году с должности заместителя начальника факультета вооружения в звании капитана первого ранга.
Мать — Нина Павловна Буланова (12 июля 1932—14 августа 2017), по профессии фотограф-топограф, играла на гитаре и пела.
В семье Булановых двое детей — Татьяна Буланова и её старший брат Валентин Иванович Буланов (род. 9 июля 1957), который, как и отец, стал военным-подводником.
Обучаясь в первом классе, посещала занятия по художественной гимнастике, но из-за учёбы в музыкальной школе гимнастику была вынуждена оставить. Музыкой стала интересоваться благодаря матери, окончила музыкальную школу по классу фортепиано. К 15 годам начала играть городские романсы на гитаре. В 1987 году была зачислена на вечернее отделение библиотечного факультета Ленинградского института культуры по специальности «библиотекарь-библиограф».
Во время учёбы в институте параллельно работала в библиотеке Военно-морской академии в иностранном отделе. Узнав, что в школу-студию при Ленинградском мюзик-холле набираются учащиеся, с третьего курса института культуры осенью 1989 года ушла на вокальное отделение, где проучилась около года. В тот период данное учебное заведение приравнивалось по уровню образования к театральному училищу. В декабре 1989 года познакомилась с Николаем Тагриным, руководителем группы «Летний сад», который впоследствии стал супругом Татьяны и отцом её первого ребёнка. Вместе с этой группой Татьяна Буланова записала свои первые песни, а позже стала гастролировать по городам России.

### Карьера

#### 1990-е
Сценический дебют Булановой состоялся 16 апреля 1990 года на сцене актового зала Технологического института.
В 1991 году с группой «Летний сад» приняла участие в фестивале «Ялта-1991», выступила в телевизионной передаче «Новогодний Голубой огонёк» с песней «Как бы не так». В том же году за исполнение песни «Не плачь» на конкурсе «Шлягер-1991» была удостоена гран-при. В дальнейшем Буланова выступала во многих городах и регионах России.
В 1992 году выходит альбом «Старшая сестра», где впервые выступила в качестве композитора, сочинив музыку к двум песням.
Вскоре группа записывает альбом «Странная встреча», тексты песен для которого были написаны поэтом Сергеем Патрушевым. Две песни с альбома были удостоены премии «Песня года»: «Колыбельная» (1994) и «Скажи мне правду, атаман» (1995). Позже был записан альбом «Измена», но в связи с беременностью его выпуск пришлось отложить. В 1994 году альбом «Измена» вышел в свет.
В 1995 году заключила контракт со студией «СОЮЗ» и записала альбом «Обратный билет» в сотрудничестве с Ильёй Резником. Альбом вышел в марте 1996 года, и как признаётся сама певица, получился не очень удачным, и она решила поменять имидж.
В 1996 году совместно с композитором Олегом Молчановым и поэтом Аркадием Славоросовым записала альбом «Моё русское сердце». Одна из песен с альбома — «Ясный мой свет», была удостоена таких наград, как «Золотой граммофон» и «Песня года» и стала хитом 1996 года. Также певица принимает участие в съёмках телефильма «Старые песни о главном 2» с песней «Нежность». Проходят аншлаги в ГКЦ «Россия» в Москве, концерты транслируются на радио и телевидении.
В 1996 году Буланова участвовала в телепередаче «Поле чудес» с песней «Нежность». В качестве приза получила мандарины и роликовые коньки. В том же году исполнительница участвовала в одном из выпусков телепередачи «Угадай мелодию». В 1993—1997 годах участвовала в телеигре «L-клуб».
В январе 1997 года продолжает сотрудничать с Олегом Молчановым и Аркадием Славоросовым. Весной вышел клип на песню «Мой ненаглядный», режиссёром которого стал Владимир Шевельков. В сентябре 1997 года был выпущен альбом «Стерпится-слюбится» и снято ещё 3 видеоклипа: «Коростель», «Стерпится-слюбится» и «Вот и солнце село». В том же году Татьяна получает второй «Золотой граммофон» за песню «Мой ненаглядный» и участвует в телевизионном фестивале «Песня года» с песней «Стерпится-слюбится».
В 1998 году сотрудничество певицы со студией «СОЮЗ» подошло к концу. Был записан альбом «Женское сердце», но его выход пришлось отложить до конца года в связи с кризисом в стране.
27 сентября 1999 года Буланова выпустила альбом в стиле альтернативной музыки «Стая», написанный Олегом Молчановым. На песню «Ветер пел», записанную в рок-аранжировке, был снят видеоклип в стиле «Garbage» и Кортни Лав, ротировавшийся под псевдонимом ТаБу. Также певица снялась в телесериалах «Улицы разбитых фонарей», «Бандитский Петербург», «Осторожно, модерн! 2», в которых сыграла саму себя, а также исполнила несколько песен.

#### 2000-е
В 2000 году совместно с DJ Цветкоff был сделан ремикс на песню «Купи-продай», который так и не вышел. В декабре 2000 года вышел альбом танцевальной музыки, песни к которому были написаны Олегом Попковым. Песня «Мой сон» стала лауреатом таких премий, как «Золотой граммофон» и «Песня года». На три песни с альбома были сняты видеоклипы.
В марте 2001 года выходит альбом «День рождения». Летом 2001 года был переиздан альбом «Мой сон» под новым названием «Летний сон», в который вошли две новые песни и четыре ремикса. Позже был выпущен альбом «Золото любви».
В 2002 году был выпущен диск «Красное на белом» и переизданы первые четыре альбома в составе «Летнего сада». В этом же году Буланова записала альбом «Это игра» в сотрудничестве с Олегом Попковым. В декабре состоялась презентация в клубе «Метелица». На четыре песни с альбома были сняты видеоклипы. Также в этом году Татьяна приняла участие в качестве приглашённой вокалистки в записи альбома «Антиальбом» группы «Кардинал», на котором исполнила вокальные партии на трёх композициях: «Пусть всегда будет солнце» (кавер на композицию Sonne группы Rammstein), Wreath of Barbs (русскоязычная версия одноимённой композиции группы Wumpscut) и «Антилюбовь».
В 2003 году Буланова совместно с Андреем Ивановым выпустила альбом «Любовь». В августе 2003 вышла песня «Ангел», на которую был снят видеоклип.
На телефестивале «Песня года 2003» с песнями «Ангел» и «Нежность» певица была награждена призом имени К. И. Шульженко «за вклад в развитие отечественной песни».
В апреле 2004 года вышел диск «Белая черёмуха». Было снято три видеоклипа на песни с альбома.
23 ноября 2004 года Булановой было присвоено почётное звание «Заслуженный артист Российской Федерации».
В мае 2005 был записан альбом «Летела душа». Оба альбома выпущены на студии «АРС».
В 2007 году Буланова совместно с Оксаной Робски выпускает автобиографию под названием «Территория женщины».
В том же году снимается в художественном фильме В. Аксёнова «Любовь ещё быть может…», который выходит на DVD в 2008 году.
В 2007 году приняла участие в телепроекте «Две звезды» вместе с Михаилом Швыдким.
В 2008 году приняла участие в шоу «Ты суперстар» на телеканале «НТВ», где вошла в пятёрку лучших.
В 2008 году стала ведущей телепрограммы «Коллекция впечатлений с Татьяной Булановой» на телеканале «100ТВ», а с 28 февраля 2010 года — одной из ведущих ток-шоу того же телеканала под названием «Не мужское это дело».
В 2008 году принимала участие в телепроекте канала «НТВ» «Суперстар 2008. Команда мечты» и вышла в финал.
В 2009 году был записан хит «Бесконечная история», композитором которого стал солист группы «Винтаж» Алексей Романоф. Песня ротировалась на «Русском радио» и получила премию «Песня года». Ещё один трек «Мой транс» совместно с Noel Gitman провалился в коммерческом плане, но получил определённую известность.
В 2009—2010 годах телеканалом «СТО», на котором Буланова с 2008 года вела телепрограмму «Не мужское это дело», был снят документальный фильм, посвящённый 20-летию группы «Летний сад».

#### 2010-е
Летом 2010 года вышел первый за три года альбом «Романсы». Работа над диском продолжалась в течение 5 лет.
В 2010 году Буланова сотрудничала с Сергеем Любавиным, записав с ним дуэтную песню «Цветок», на которую был снят видеоклип. Также был снят клип «Спи, моё солнышко» совместно с Жасмин, Алсу, Лерой Кудрявцевой и Ириной Дубцовой.
В 2011 участвовала в телепроекте «Танцы со звёздами» в паре с танцором Дмитрием Ляшенко. Татьяна становится победителем данного телепроекта, а также получает звание «Женщина года 2011». Номинация Татьяны на данное звание полностью заслуга её преданных многочисленных поклонников, которые уже много лет любят и поддерживают своего кумира.
С 2 мая 2012 года стала соведущей ток-шоу «Между нами, девочками» на «Первом канале».
В 2012 году Буланова выиграла премию «20 успешных людей Санкт-Петербурга» в номинации «Эстрадный исполнитель». Возобновила работу с музыкантом Олегом Попковым, снялась в клипе «Раненые птицы» с Сергеем Переверзевым, посетила Украину с сольными концертами.
В 2013 году вышли песни «Знаки» и «Ток по телу», появились новые дуэты — «С этого дня» (с К. Костомаровым), «Разведены мосты» (с А. Иншаковым), «Никогда не говори „никогда“» (с А. Ломинским). Возобновилось сотрудничество с А. Ивановым — песня «Единственный дом». На данные композиции были сняты видеоклипы. В декабре 2013 года был выпущен клип на новую новогоднюю песню. 8 декабря 2013 года Буланова стала лауреатом премии «Звезда Дорожного радио».
С 27 октября 2013 года по 29 декабря 2013 года участвовала в телепроекте «Битва хоров» на телеканале «Россия-1», где стала наставником хора из Воронежа и Воронежской области.
В начале 2014 года были представлены видеоклипы «С Новым роком» и «Никогда не говори „никогда“». В феврале 2014 года стала участником шоу перевоплощений «Точь-в-точь» на «Первом канале», сделав пародии на таких музыкальных исполнителей, как Натали, Sandra, Патрисия Каас, Modern Talking, Бритни Спирс и многих других.
Летом выпустила песни «Димка» и «Время».
В 2015 году выпустила несколько сольных новинок: «Не ты»; «Детство»; «Не отпускай меня»; «В моём кино»; «Не бойтесь любви».
В марте прошли съёмки клипа на песню «Детство», режиссёром которого стал Олег Гусев. В апреле 2015 году Буланова получила вторую премию «Шансон года» за песню «Цветок» (совместно с С. Любавиным). В конце 2015 года получила премию «Золотой граммофон» за песню «Ясный мой свет».
11 декабря 2015 года вышла песня «Не бойтесь любви», написанная Михаилом Гуцериевым и композитором Константином Костомаровым.
13 декабря 2015 года Буланова стала в пятый раз лауреатом премии «Звезда Дорожного радио», исполнив песни «Не отпускай меня» и «Ясный мой свет».
Перед Новым годом вышли два дуэта: «Кружится снег» (совместно с С. Любавиным) и «Питер» (совместно с А. Арабовым).
В 2016 году вышли три дуэтные композиции: «А ты люби» (совместно с В. Ваниным); «Прощай любовь моя» (совместно с К. Метовым) и «До рассвета» (совместно с Г. Титовым). Вышли сольные композиции «Это я» (муз. Д. Майданов, сл. М. Алигер и Д. Майданов); «Территория» и «Апрель» (муз. и сл. О. Попков).
В середине апреля Буланова получила третью премию «Шансон года» за песню «Не бойтесь любви».
28 ноября 2016 вышел видеоклип на песню «Не бойтесь любви». Буланова снялась в молодёжном фильме «Ёф», сыграв саму себя.
11 декабря 2016 года стала в шестой раз лауреатом премии «Звезда дорожного радио», исполнив песни «Не бойтесь любви» и «Мой ненаглядный».
В начале 2017 года под псевдонимом ТаБу вместе с группой «Солнце-Хмари» записала кавер на песню группы Nautilus Pompilius «Одинокая птица» из альбома «Крылья» (1995). Композиция вошла в трибьют памяти поэта «Наутилуса» Ильи Кормильцева «Иллюминатор».
С 16 июля по 3 сентября 2017 года — участница телевизионного шоу «Три аккорда» на «Первом канале», где получила специальный приз от радио «Шансон» и заняла второе место.
18 января 2019 года вышел видеоклип на песню «Белые дороги», которую Буланова исполнила дуэтом с эстонской группой «ПараТайн». Режиссёр клипа Александр Токарев.
В мае 2019 года телеканал «Россия-1» показал телесериал «Никогда не говори „Никогда“», в котором прототипом главной героини является Татьяна Буланова (в фильме — Булатова). Главную роль в многосерийном фильме сыграла Дарья Щербакова. В телесериале прозвучали хиты в исполнении певицы.

#### 2020-е
23 июня 2021 года была гостьей телепередачи «Вечерний Ургант» на «Первом канале».
25 ноября 2022 года выпускает клип на песню «До свидания» (совместно с Александром Гонопольским).
19 апреля 2023 года вышел трек «Разгуляй» (совместно с Еленой Шевченко).

## Политика
В 2021 году на выборах в Государственную думу (2021) вошла в первую тройку федерального партийного списка партии «Родина». Кроме того, прошла регистрацию как кандидат в депутаты Законодательного собрания Санкт-Петербурга по одномандатному округу № 19 (Петродворцовый район, а также муниципальные округа Красносельского района Горелово, город Красное Село, отдельные кварталы Константиновского).
Летом 2022 года снялась в клипе «Россия — это мы!» и выступила с критикой покинувших Россию Максима Галкина и Андрея Макаревича. Также поддержала военные действия России против Украины.

## Личная жизнь
Первый муж (1992—2005) — Николай Николаевич Тагрин (род. 3 июля 1961), музыкант, звукорежиссёр, продюсер группы «Летний сад»; окончил консерваторию по классу тромбона, работал как инструменталист с группами «Яблоко» (бас-гитарист), «Белая ночь», «Форум»; прожили в официальном браке 13 лет. После развода сохранили деловые отношения — Тагрин является продюсером Булановой. Сын — Александр Тагрин (род. 19 марта 1993), бариста.
Второй муж (с 18 октября 2005 по декабрь 2016) — Владислав Николаевич Радимов (род. 26 ноября 1975), футболист, тренер.
Сын — Никита Радимов (род. 8 марта 2007).
Третий муж — Валерий Руднев (род. 16 февраля 1988), бизнесмен. Свадьба состоялась 2 июня 2023 года в Санкт-Петербурге.
12 июня 2023 года в СМИ появилась информация о том, что артистка взяла фамилию мужа.

## Творчество

### Дискография
Студийные альбомы
- 1990 — «25 гвоздик»
- 1991 — «Не плачь»
- 1992 — «Старшая сестра»
- 1993 — «Странная встреча»
- 1994 — «Измена»
- 1996 — «Обратный билет»
- 1996 — «Моё русское сердце»
- 1997 — «Стерпится — слюбится»
- 1998 — «Женское сердце»
- 1999 — «Стая»
- 2000 — «Мой сон»
- 2001 — «День рождения»
- 2001 — «Золото любви»
- 2002 — «Красное на белом»
- 2002 — «Это игра»
- 2003 — «Любовь»
- 2004 — «Белая черёмуха»
- 2005 — «Летела душа»
- 2007 — «Люблю и скучаю»
- 2010 — «Романсы»
- 2017 — «Это я»
- 2020 — «Единственный дом»
- 2023 — «Таня, дыши!»
- 2024 — «Камео»
- 2024 — «Припомним юность»

### Фильмография
— главная роль

| Год  |     | Название                                                     | Роль                               |
| ---- | --- | ------------------------------------------------------------ | ---------------------------------- |
| 1996 | ф   | «Старые песни о главном 2»                                   | Таня, подруга Алёны                |
| 1997 | ф   | «Старые песни о главном 3»                                   | Алла                               |
| 1998 | ф   | «Улицы разбитых фонарей» (серии 32-33, «Дело № 1999»)        | камео                              |
| 1999 | ф   | «Улицы разбитых фонарей 2» (серия 13-я, «Отпуск для героев») | камео                              |
| 2000 | с   | «Бандитский Петербург. Фильм 1. Барон» (4-я серия)           | камео, певица в кафе               |
| 2000 | ф   | «Старые песни о главном. Постскриптум»                       | Эдит Пиаф                          |
| 2002 | с   | «Осторожно, модерн! 2» (66 серия)                            | камео                              |
| 2007 | ф   | «Любовь ещё быть может»                                      | Ольга Николаевна, редактор         |
| 2009 | с   | «Папины дочки» (133-я серия)                                 | камео                              |
| 2011 | с   | «Новости»                                                    | камео                              |
| 2014 | ф   | «Школьный стрелок»                                           | мать главного героя Макса Цветкова |
| 2016 | ф   | «О чем молчат французы?»                                     | камео                              |
| 2017 | кор | «ЁФ»                                                         | камео                              |
| 2018 | с   | «Никогда не говори „никогда“» (8 серий)                      | исполнение вокала                  |

### Работа в ТВ-рекламе
- Торговый дом «Вимос»
- Компания «Ленремонт»[35]

## Награды
Государственные награды:
- Заслуженный артист Российской Федерации (24 августа 2004) — за заслуги в области искусства[1]
- Медаль «За труды в культуре и искусстве» (16 апреля 2025) — за вклад в развитие отечественной культуры и искусства, многолетнюю плодотворную деятельность[36]

Другие награды, премии, поощрения и общественное признание:
- 1991 — Гран-при фестиваля «Шлягер-1991», песня «Не плачь»
- 1994 — «Лучшая певица года» в Хит-параде «Звуковой дорожки» газеты «Московский комсомолец»
- 1994 — музыкальная премия «Овация» — «Открытие года»
- 1996 — «Лучшая певица года» в Хит-параде «Звуковой дорожки» газеты «Московский комсомолец»
- 1997 — премия журнала «Алла» «за самую неожиданную и удачную смену имиджа»
- 2001 — премия телепрограммы «Стильные штучки», телеканал «СТС»
- 2002 — приз «Серебряный диск», телеканал «ТВ Центр»
- 2003 — Юбилейный диплом Зала славы «Звуковой дорожки»
- 2003 — Памятный приз телевизионного фестиваля «Песня года» имени К. И. Шульженко «за вклад в развитие отечественной песни»
- 2004 — Памятный приз «Звуковой дорожки»
- 2004 — Диплом и памятный приз «Серебряный диск», телеканал «ТВ Центр»
- 2010 — орден «Честь и мужество» фонда ветеранов МВД «за достижения в культурной деятельности на благо Российского государства»
- 2011 — «Женщина Года 2011»
- 2011 — Победа в телепроекте «Танцы со звёздами»
- 2011 — премия «Питер FM»
- 2012 — 3-я премия «Питер FM»
- 2012 — Победа в номинации «Эстрадный исполнитель» — премия «20 успешных людей Петербурга 2012 года»
- 2018 — Медаль «100 лет вооружённым силам»

«Золотой граммофон»
- 1996 — за песню «Ясный мой свет»
- 1997 — за песню «Мой ненаглядный»
- 1999 — за песню «Мало не много»
- 2000 — за песню «Мой сон»
- 2000 — за песню «Мой сон» (Санкт-Петербург)
- 2001 — за песню «Ты не любила»
- 2001 — за песню «Золотая пора» (Санкт-Петербург)
- 2002 — за песню «Не плачь» (Санкт-Петербург)
- 2015 — за песню «Ясный мой свет»

«Шансон года»
- 2011 — за песню «Цветок» (совместно с С. Любавиным)
- 2015 — за песню «Цветок» (совместно с С. Любавиным)
- 2016 — за песню «Не бойтесь любви» (16.04.2016, Москва, Кремль)
- 2016 — за песни «Не отпускай меня» и «Не бойтесь любви» (17.04.2016, Санкт-Петербург, «БКЗ Октябрьский»)
- 2017 — за песни «Апрель» и «Плачь, любовь» (09.04.2017, Санкт-Петербург, «БКЗ Октябрьский»)
- 2018 — за песню «В доме, где живёт моя печаль»
- 2020 — за песню «Играю в прятки на судьбу»

«Звёзды Дорожного радио»
- 2012 — за песню «Цветок» (совместно с С. Любавиным)
- 2012 — за песни «Женская дружба» и «Вот такие дела» (Санкт-Петербург, 09.12.2012)
- 2013 — за песню «Ясный мой свет» (Санкт-Петербург, 08.12.2013)
- 2014 — за песню «Ясный мой свет» (Санкт-Петербург, 14.12.2014)
- 2015 — за песни «Ясный мой свет» и «Ты не отпускай меня» (Санкт-Петербург, 13.12.2015)
- 2016 — за песни «Не бойтесь любви» и «Мой ненаглядный» (Санкт-Петербург, 11.12.2016)
- 2017 — за песни «Плачь, любовь» и «Бесконечная история» (Санкт-Петербург, 10.12.2017)
- 2019 — за песню «Два берега»
- 2020 — за песню «Я буду думать о хорошем»

«Песня года»
Финальные песни:
| Год  | Название Песни             | Музыка       | Слова                              |
| ---- | -------------------------- | ------------ | ---------------------------------- |
| 1992 | «Синее море»               | Р. Паулс     | И. Резник                          |
| 1994 | «Колыбельная»              | И. Духовный  | С. Патрушев                        |
| 1995 | «Скажи мне правду, атаман» | И. Духовный  | С. Патрушев                        |
| 1996 | «Ясный мой свет»           | О. Молчанов  | А. Славоросов                      |
| 1997 | «Стерпится — слюбится»     | И. Зубков    | К. Арсенев                         |
| 1999 | «Мало не много»            | О. Молчанов  | К. Крастошевский                   |
| 2000 | «Мой сон»                  | О. Попков    | О. Попков                          |
| 2001 | «Золотая пора»             | О. Попков    | О. Попков                          |
| 2003 | «Нежность»                 | А. Пахмутова | Н. Добронравов, С. Гребенников     |
| 2003 | «Ангел»                    | Н. Каблуков  | С. Шаров                           |
| 2004 | «Осени в глаза»            | И. Латышко   | И. Латышко                         |
| 2004 | «Белая черёмуха»           | О. Пахомов   | О. Пахомов                         |
| 2009 | «Бесконечная история»      | А. Романоф   | А. Романоф, А. Ковалёв, А. Сахаров |

Промежуточные песни, которые участвовали в «Песне года»:
| Год  | Название песни             | Музыка       | Слова            |
| ---- | -------------------------- | ------------ | ---------------- |
| 1993 | «Как жаль»                 | А. Боголюбов | А. Боголюбов     |
| 1993 | «Синее море»               | Р. Паулс     | И. Резник        |
| 1994 | «Только ты»                | А. Боголюбов | А. Боголюбов     |
| 1994 | «Колыбельная»              | И. Духовный  | С. Патрушев      |
| 1995 | «Скажи мне правду, атаман» | И. Духовный  | С. Патрушев      |
| 1996 | «Птица — Феникс»           | Р. Паулс     | И. Резник        |
| 1997 | «Стерпится, слюбится»      | И. Зубков    | К. Арсенев       |
| 1998 | «Коростель»                | О. Молчанов  | А. Славоросов    |
| 1999 | «Мёртвые цветы»            | О. Молчанов  | А. Славоросов    |
| 2000 | «Обманула»                 | О. Молчанов  | К. Крастошевский |
| 2003 | «Позвони»                  | О. Попков    | О. Попков        |
| 2003 | «Шар в небо голубое»       | О. Попков    | О. Попков        |
| 2004 | «Вот такие дела» (ремикс)  | Н. Каблуков  | С. Шаров         |

«Песня года» в Киеве:
| Год  | Название песни       | Музыка       | Слова                          |
| ---- | -------------------- | ------------ | ------------------------------ |
| 1997 | «Нежность»           | А. Пахмутова | Н. Добронравов, С. Гребенников |
| 1997 | «Ясный мой свет»     | О. Молчанов  | А. Славоросов                  |
| 2005 | «От зари до зари»    | Т. Попа      | Р. Рождественский              |
| 2005 | «Летела душа»        | С. Чепурнов  | С. Чепурнов                    |
| 2005 | «Не грусти не жалей» | Н. Каблуков  | П. Попов                       |

## Документальные фильмы и телепередачи
- «„Частная история“: Певица Таня Буланова» («Москва 24», 2013)[37]
- «Татьяна Буланова. „Ясный мой свет“» («Первый канал», 2014)[38]
- «Татьяна Буланова. „Легенды музыки“» («Звезда», 2017)[39]
- «Татьяна Буланова. „Не плачь!“» («Первый канал», 2019)[40][41]
- «Татьяна Буланова. „Не бойтесь любви“» («ТВ Центр», 2019)[42]